# Lardeh Shūr
Lardeh Shūr (persiska: لَردِهشور, لرده شور, Lardehshūr) är en ort i Iran.   Den ligger i provinsen Zanjan, i den nordvästra delen av landet, 400 km väster om huvudstaden Teheran. Lardeh Shūr ligger 1 729 meter över havet och antalet invånare är 184.
Terrängen runt Lardeh Shūr är kuperad. Runt Lardeh Shūr är det ganska glesbefolkat, med 47 invånare per kvadratkilometer. Närmaste större samhälle är Sahand-e Soflá, 17,9 km sydost om Lardeh Shūr. Trakten runt Lardeh Shūr består i huvudsak av gräsmarker.